# Meshoullam ben Nathan
Pour les articles homonymes, voir Meshoullam.
Meshoullam ben Nathan est un tossafiste provençal du XIIe siècle (1120 - ?)

## Éléments biographiques
Né à Narbonne, il est membre du collège rabbinique de cette ville, ainsi qu'en atteste sa signature aux côtés de celle d'Abraham ben Isaac de Narbonne et d'autres rabbins sur un responsum daté d'environ 1150. Peu après, il s'établit à Melun, où il acquiert une autorité considérable et correspond avec des rabbins de toute la France, y compris Paris. Il obtient le titre de Rav, qui lui confère un caractère officiel dans le nord de la France.
Heinrich Gross (rabbin) est revenu sur ses propos, après avoir déclaré que Meshoullam ben Nathan de Melun et Meshoullam de Narbonne étaient deux personnes différentes.

## Œuvre
Meshoullam est l'auteur de plusieurs responsa, où il se montre plutôt indulgent dans ses décisions, au grand déplaisir de Rabbenou Tam, le plus important talmudiste de son temps. La correspondance polémique qui s'ensuit entre les deux érudits, est en partie conservée dans le Sefer haYashar et dans plusieurs Tossefot (commentaires talmudiques des Tossafistes). Meshullam devra, malgré une brillante dialectique, se rétracter par crainte de l'excommunication.
Selon H.Gross, il pourrait aussi être l'exégète qui est cité dans le commentaire de Rachi sur II Chroniques 13:2 (ce qui prouverait que ce commentaire n'est pas de Rachi), et que c'est de lui que parle Yom Tov de Joigny (dans le Mordekai sur Chabbat i. 250).

## Postérité
Son fils, Nathan d'Étampes, est connu pour ses controverses avec les chrétiens, poursuivies par son fils Meshoullam, son petit-fils Nathan et son arrière-petit-fils, Joseph ben Nathan Official. Sa famille est par conséquent connue comme la famille de Zélés (haMeqannim).

## Source
- Cet article contient des extraits de l'article « MESHULLAM BEN NATHAN OF MELUN » par Richard Gottheil & M. Seligsohn de la Jewish Encyclopedia de 1901–1906 dont le contenu se trouve dans le domaine public.